# 赤澤洋平
赤澤洋平（あかざわ ようへい、1943年12月3日 - ）は、日本の実業家。株式会社システクアカザワ代表取締役社長。

## 来歴
1943年大阪府茨木市生まれ。1969年近畿大学理工学部機械工学科卒業。1969年株式会社赤澤鉄工所（現株式会社システクアカザワ）入社。1990年株式会社赤澤鉄工所代表取締役社長に就任する。企業、研究者が結成したロボットの研究開発コンソーシアム「Team Osaka」(ヴイストン、システクアカザワ、ロボ・ガレージ、大阪大学（石黒研究室）、国際電気通信基礎技術研究所）に参加。
2004年「Team Osaka」の初代監督としてロボカップ世界大会に出場する。「Team Osaka」は2004年～2007年までロボカップ世界大会4連覇を達成している。

## 著書
- 中小企業はこう生き残れ!!「ロボットおやじの " ものづくり魂 "」、出版文化社, 2007年、ISBN 978-4883383641